# Cuvierina columnella
Cuvierina columnella is een slakkensoort uit de familie van de Cavoliniidae. De wetenschappelijke naam van de soort is voor het eerst geldig gepubliceerd in 1827 door Rang.